# Rue des Rasselins
La rue des Rasselins est une voie du 20e arrondissement de Paris, en France.

## Situation et accès
La rue des Rasselins est une voie publique située dans le 20e arrondissement de Paris. Elle débute au 137, rue d'Avron et se termine au 84-88, rue des Orteaux.

## Origine du nom

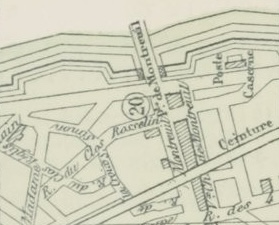
Mention du lieu-dit « rue du Clos Rosselin » dans une carte du XIXe

Elle doit son nom à un lieu-dit, celui du Clos Rosselin, dont les orthographes varient, parfois en Clos-Rasselin, parfois au singulier, parfois au pluriel.

## Historique
Cette voie est indiquée à l'état de sentier sur le plan cadastral de 1812 de la commune de Charonne.
Par un arrêté préfectoral du 3 juillet 1830, cette rue prend le nom de « sentier du Centre-des-Rasselins » avant d'être classée dans la voirie parisienne et de prendre sa dénomination actuelle par décret du 23 mai 1863.

Elle a été inscrite dans le Grand projet de renouvellement urbain (GPRU) de la ZAC Saint-Blaise.

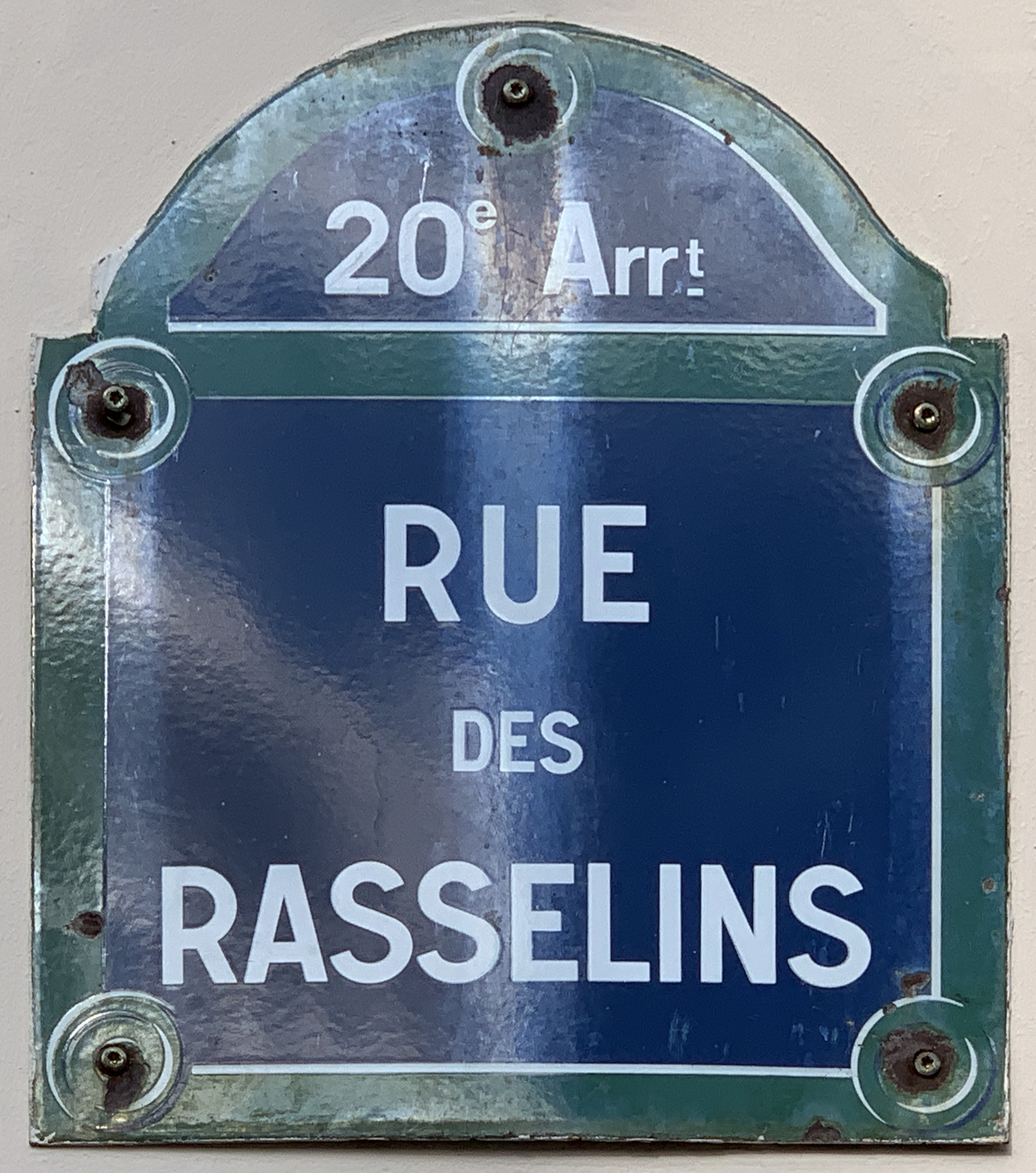
Plaque de la rue.